# Уйгурский кириллический алфавит
Уйгурский кириллический алфавит (Uyghur Kiril Yëziqi или UKY, Уйғур Кирил Йезиқи) — кириллический алфавит, используемый для записи уйгурского языка, в основном уйгурами, живущими в Казахстане и других странах СНГ.

## История
Он был разработан в 1946 году в СССР в качестве альтернативы латинскому алфавиту, который был разработан в 1926 году, из-за, по мнению ряда учёных, опасения, что латинизация уйгурского языка усилит связи уйгуров с Турцией, которая перешла на латинский алфавит в 1927—1928 гг.
После провозглашения Китайской Народной Республики в 1949 году русские лингвисты стали помогать китайцам в кодификации различных языков меньшинств Китая и продвигать алфавиты на основе кириллицы, поэтому китайские уйгуры также стали использовать кириллический алфавит.
По мере усиления напряженности в отношениях между СССР и Китаем, китайцы отвергли уйгурскую кириллицу, и с 1959 года среди китайских уйгуров стал использоваться вновь разработанный новый уйгурский алфавит, а в итоге был восстановлен арабский алфавит, использующийся до сих пор. Уйгурский кириллический алфавит продолжал использоваться в СССР, а на данный момент всё ещё используется в Казахстане и других странах СНГ, а также для записи советского стандартного уйгурского.

## Алфавит
| Буква | МФА      |
| ----- | -------- |
| А а   | [ɑ], [a] |
| Ә ә   | [ɛ], [æ] |
| Б б   | [b]      |
| В в   | [w], [v] |
| Г г   | [ɡ]      |
| Ғ ғ   | [ʁ], [ɣ] |
| Д д   | [d]      |
| Е е   | [e]      |
| Ж ж   | [ʒ]      |
| Җ җ   | [d͡ʒ]     |
| З з   | [z]      |
| И и   | [i], [ɨ] |

| Буква | МФА      |
| ----- | -------- |
| Й й   | [j]      |
| К к   | [k]      |
| Қ қ   | [q]      |
| Л л   | [l]      |
| М м   | [m]      |
| Н н   | [n]      |
| Ң ң   | [ŋ]      |
| О о   | [o], [ɔ] |
| Ө ө   | [ø]      |
| П п   | [p]      |
| Р р   | [r], [ɾ] |
| С с   | [s]      |

| Буква | МФА      |
| ----- | -------- |
| Т т   | [t]      |
| У у   | [u], [ʊ] |
| Ү ү   | [y], [ʏ] |
| Ф ф   | [f], [ɸ] |
| Х х   | [χ], [x] |
| Һ һ   | [h], [ɦ] |
| Ч ч   | [t͡ʃ]     |
| Ш ш   | [ʃ]      |
| Ю ю   | [ju]     |
| Я я   | [ja]     |